# Pechmühle (Bodenwöhr)
Pechmühle ist ein Ortsteil der Gemeinde Bodenwöhr im Oberpfälzer Landkreis Schwandorf (Bayern).

## Geografie
Die Pechmühle liegt im Osten von Bayern in der Oberpfalz im Naturpark Oberer Bayerischer Wald, etwa 200 Meter östlich der Staatsstraße 2398 von Neunburg vorm Wald nach Bodenwöhr am Pechmühlbach.

## Steuerdistrikt
Das Königreich Bayern wurde 1808 in 15 Kreise eingeteilt. Diese Kreise wurden nach französischem Vorbild nach Flüssen benannt (Naabkreis, Regenkreis, Unterdonaukreis usw.). Die Kreise gliederten sich in Landgerichtsbezirke. Der Landgerichtsbezirk Neunburg vorm Wald hatte 55 Steuerdistrikte. Zum Steuerdistrikt Egelsried gehörten Egelsried mit zwölf Anwesen, Albenried mit zwei Anwesen,  Stocksried mit zwei Anwesen, ferner die Einöden Pechmühle und Ziegelhütte.

## Gemeindezugehörigkeit
1820/21 entstand die Gemeinde Windmais mit 20 Familien. Dazu gehörte Buch mit sechs Familien und Pechmühle mit einer Familie. 1830 wurde die Gemeinde Windmais aufgelöst und an die Gemeinde Erzhäuser angeschlossen. Am 1. Mai 1978 wurde die Gemeinde Erzhäuser mit Pechmühle und Gebietsteile der aufgelösten Gemeinde Altenschwand nach Bodenwöhr eingemeindet.